# Вурманкас-Асламаси
Вурманка́с-Аслама́си (рос. Вурманкас-Асламасы, чув. Вăрманкас Асламас) — присілок у Чувашії Російської Федерації, у складі Великочурашевського сільського поселення Ядринського району.
Населення — 264 особи (2010; 324 в 2002, 546 в 1979, 615 в 1939, 668 в 1926, 520 в 1897, 382 в 1859). У національному розрізі у присілку мешкають чуваші та росіяни.

## Історія
Засновано у 19 столітті як околоток присілку Асламас (нині Лешкас-Асламаси). До 1866 року селяни мали статус державних, займались землеробством, тваринництвом. На початку 20 століття діяло 4 вітряки. 1929 року створено колгосп «Трудись». До 1926 року присілок входив до складу Чиганарської та Ядринської волостей, до 1927 року — у складі Тораєвської волості Ядринського повіту. До 1939 року перебував у складі Ядринського району, у період 1939-1956 роки — у складі Совєтського району.

## Господарство
У присілку діють фельдшерсько-акушерський пункт, 2 спортивних майданчики, магазин.